# Once (canção de Pearl Jam)
"Once" é uma canção da banda grunge estadunidense Pearl Jam. Com a letra escrita pelo vocalista Eddie Vedder e a música composta pelo guitarrista Stone Gossard, "Once" é a primeira faixa no álbum de estreia da banda, Ten, de 1991. Em Ten, é precedidida por um breve interlúdio da faixa escondida, "Master/Slave". Além de aparecer neste álbum, esta canção também aparece como uma B-side no single "Alive". Versões remixadas da canção foram incluídas no álbum greatest hits do Pearl Jam, Rearviewmirror: Greatest Hits 1991-2003, e na reedição do álbum Ten em 2009.

## Origem e gravação
"Once" tem a letra escrita pelo vocalista Eddie Vedder e a música composta pelo guitarrista Stone Gossard. A canção surgiu como uma demo instrumental chamada "Agytian Crave" que foi composta por Gossard em 1990. A instrumental era uma das cinco músicas compiladas em uma fita chamada Stone Gossard Demos '91 que foi distribuída na esperança de encontrar um vocalista e um baterista para o grupo.
A fita fez o seu caminho nas mãos de Vedder, que estava trabalhando como frentista em San Diego, Califórnia, na época. Ele ouviu a fita pouco antes de ir surfar, de onde veio sua letra. Vedder gravou os vocais para três das canções da fita demo, uma das quais era "Once", e enviou a fita de volta para Seattle. Ao ouvir a fita, a banda convidou Vedder a ir a Seattle e ele foi convidado a participar da banda.

## Letra
"Once" é o capítulo do meio de uma trilogia de canções em que Vedder mais tarde descreveu como uma "mini-ópera" chamada Mamasan, com ela deve ser precedida por "Alive" e seguida de "Footsteps". "Once" diz o conto da descida de um homem à loucura que o leva a se tornar um serial killer.
Durante a ponte da canção, Vedder pode ser ouvido resmungando. Ele está na verdade dizendo: "Você acha que eu tenho meus olhos fechados/Mas eu estou olhando para você toda hora...".

## Recepção
Stephen M. Deusner da Pitchfork Media disse:
| “ | Em músicas como "Once", com suas quebras insistentes... há uma dinâmica miserável que a banda não seria capaz de capturar em versões posteriores. | ” |

"Once" foi recebido consideravelmente nas rádios tanto quanto a popularidade do Pearl Jam foi sofrida.
Em março de 2009, "Once" foi disponibilizada como download para a série Rock Band como uma faixa mestre, como parte do álbum Ten. A canção foi apresentada no episódio "Into the Blue" da série Cold Case em 2009.

## Créditos
- Eddie Vedder - vocal
- Stone Gossard - guitarra
- Mike McCready - guitarra
- Jeff Ament - baixo
- Dave Krusen - bateria

## Performances ao vivo
"Once" foi cantada pela primeira vez ao vivo no dia 22 de outubro de 1990, em um concerto em Seattle, Washington, no Off Ramp Café. Apresentações ao vivo de "Once" podem ser encontradas no box set "Dissident"/Live in Atlanta, em vários bootlegs oficiais, no box set Live at the Gorge 05/06, e no  LP Drop in the Park incluído na edição Super Deluxe da reedição de Ten.

## Ligações Externas
- Letra no pearljam.com